# Diplazium silvestre
Diplazium silvestre är en majbräkenväxtart som beskrevs av Cornelis Rugier Willem Karel van Alderwerelt van Rosenburgh.
Diplazium silvestre ingår i släktet Diplazium och familjen Athyriaceae. Inga underarter finns listade i Catalogue of Life.